# Вилафранка ин Луниджана
Вилафранка ин Луниджана (на италиански: Villafranca in Lunigiana) е община в Италия, в региона Тоскана, провинция Маса и Карара, в планинния район, наречен Луниджана. Населението е около 5000 души (2007).